# Brzezina (Brzeg)
Pour les articles homonymes, voir Brzezina.
Brzezina est une localité polonaise du gmina de Skarbimierz, située dans le powiat de Brzeg (voïvodie d'Opole).